# Église Saint-Pons d'Éoulx
La chapelle Saint-Pons est une église catholique située au hameau d'Éoulx, à Castellane, en France.

## Localisation
L'église est située dans le département français des Alpes-de-Haute-Provence, sur la commune de Castellane.

## Historique
La chapelle est l'ancienne église paroissiale d'Éoulx quand le village était perché avant son déplacement près du château. La chapelle a alors été délaissée au profit de la chapelle Notre-Dame qui a pris le nom d'église paroissiale Saint-Pons.
La chapelle date probablement du XIIIe siècle. 
L'édifice est classé au titre des monuments historiques en 1981.

## Description
La chapelle est en moyen appareil soigné de style roman tardif. L'ouvrage est à nef unique avec une abside semi-circulaire voûtée en cul-de-four en cintre brisé.
- Longueur : 8,50 m
- Largeur : 4,50 m

La chapelle est aujourd'hui en ruines.